# Archaeoattacus staudingeri
Archaeoattacus staudingeri es una polilla perteneciente a la familia Saturniidae, originaria de la Malasia peninsular y Borneo. La especie fue descrita por primera vez por el zoólogo inglés Lionel Walter Rothschild habiendo sido descrita en 1895.

## Descripción
La especie presenta un color marrón más intenso y violáceo que A. atlas, con una ala anterior postmedia más angular, bordeada distalmente por manchas grises en los espacios y cóncava distalmente respecto al ángulo. Las marcas apicales de las alas anteriores son grises en lugar de marrón pálido o amarillas.